# Полонеза
Полонезата (от френски: danse polonaise; на италиански: polacca) е бавен, тържествен танц по двойки, възникнал в Полша и намерил широко разпространение в Европа.
Първоначалният полски вариант е бил в размер 4/4, като постепенно след 1700 година се развива към размер 3/4. Танцът се радва на голяма популярност през XIX век и дава име на вид народни танци в последователни редици, които се различават от тържествения вариант и са типични за народните празненства.
През XVIII век полонезата бива силно стилизирана и отдалечена от полския вариант, особено в творчеството на Йохан Себастиан Бах. Инструментална полонеза, близка до първоначалната, се среща в творбите на Бетховен, Шуман, Шопен, Ференц Лист. Примери за полонеза има в „Евгени Онегин“ на Чайковски и във „Вълшебния стрелец“ на Карл Мария фон Вебер. Днес се танцува при откриване на балове.